# Sanchotello
Sanchotello – gmina w Hiszpanii, w prowincji Salamanka, w Kastylii i León, o powierzchni 14,03 km². W 2011 roku gmina liczyła 233 mieszkańców.